# Thiên Địa Bĩ

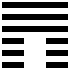
Đồ hình quẻ Thiên Địa Bĩ

Quẻ Thiên Địa Bĩ, đồ hình:::||| còn gọi là quẻ Bĩ (否 pỉ), là quẻ số 12 trong Kinh Dịch.
- Nội quái là ☷ (::: 坤 kún) Khôn hay Đất (地).
- Ngoại quái là ☰ (||| 乾 qiàn) Càn hay Trời (天).

Giải nghĩa: Tắc dã. Gián cách. Bế tắc, không thông, không tương cảm nhau, xui xẻo, dèm pha, chê bai lẫn nhau, mạnh ai nấy theo ý riêng. Thượng hạ tiếm loạn chi tượng: trên dưới lôi thôi.